# Ștefania Stănilă
Alina Ștefania Stănilă (n. 27 decembrie 1997, Aninoasa) este o fostă gimnastă artistică română, campioană europeană în concursul pe echipe în 2014.
În anul 2014 Ștefania Stănilă a primit titlul de cetățean de onoare al comunei Aninoasa.